# OnePlus 7
Das OnePlus 7 ist ein vom Hersteller OnePlus entwickeltes Smartphone. Es wurde am 14. Mai 2019 gemeinsam mit dem OnePlus 7 Pro als Nachfolger des OnePlus 6T offiziell vorgestellt.

## Design und Technik
Das OnePlus 7 besteht auf der Vorder- und Rückseite aus Corning Gorilla Glass. Es hat einen Dual-Nano-Simkarten-Slot, bietet aber keine Speichererweiterung durch MicroSD-Karten an. Für das schnelle Entsperren verfügt das Gerät über einen ins Display eingelassenen Fingerabdrucksensor sowie Gesichtserkennung unter Verwendung der Frontkamera.
Auf der Rückseite sind zwei Kameras verbaut, von denen eine durch OIS stabilisiert ist. Das Gerät kann Video in Zeitlupe (240 Bilder pro Sekunde bei 1080p) oder in 4K mit 60 Bildern pro Sekunde aufnehmen.
Nach Angaben des Herstellers ist das Handy spritzwassergeschützt und übersteht auch kurzes Eintauchen ins Wasser, verfügt jedoch über keine offizielle IP-Zertifizierung. Wasserschäden werden nicht von der Garantie gedeckt.
Wie im OnePlus 7 Pro ist der besonders schnelle UFS3.0-Speicher verbaut. 